# Schweizer Badmintonmeisterschaft 2019
Die Schweizer Badmintonmeisterschaft 2019 fand vom 1. bis zum 3. Februar 2019 in Morges statt.statt.

## Medaillengewinner
| Disziplin    | Gold                            | Silber                                | Bronze                             |
| ------------ | ------------------------------- | ------------------------------------- | ---------------------------------- |
| Herreneinzel | Tobias Künzi                    | Christian Kirchmayr                   | Anthony Dumartheray                |
| Herreneinzel | Tobias Künzi                    | Christian Kirchmayr                   | Julien Scheiwiller                 |
| Dameneinzel  | Sabrina Jaquet                  | Ayla Huser                            | Sarah Golay                        |
| Dameneinzel  | Sabrina Jaquet                  | Ayla Huser                            | Jenjira Stadelmann                 |
| Herrendoppel | Florian Schmid Gilles Tripet    | Thibault Bernetti Anthony Dumartheray | Dominik Bütikofer Thomas Heiniger  |
| Herrendoppel | Florian Schmid Gilles Tripet    | Thibault Bernetti Anthony Dumartheray | Tobias Künzi Nicolas A. Müller     |
| Damendoppel  | Aline Müller Jenjira Stadelmann | Céline Burkart Nicole Schaller        | Julie Franconville Caroline Racloz |
| Damendoppel  | Aline Müller Jenjira Stadelmann | Céline Burkart Nicole Schaller        | Eugénie Chapuis Marion Varrin      |
| Mixed        | Oliver Schaller Céline Burkart  | Yann Orteu Julie Franconville         | Benedikt Schaller Nicole Schaller  |
| Mixed        | Oliver Schaller Céline Burkart  | Yann Orteu Julie Franconville         | Gilles Tripet Tenzin Pelling       |